# Al-Farabi
Abū Naṣr Muḥammad ibn Muḥammad Fārābī (in turco Farabi; in persiano ابو نصر محمد بن محمد فارابی‎; in arabo أبو نصر محمد الفارابي هو أبو نصر محمد بن محمد بن أوزلغ بن طرخان الفارابي‎?; in kazako Әбу Насыр Әл-Фараби?, Ábý Nasyr Ál-Farabı; Otrar, 870 – Damasco, 950) è stato un filosofo dell'epoca d'oro islamica. Nato a Otrar (detta anche Farab), nell'attuale Kazakistan, allora semplicemente Transoxiana, da famiglia nobile, in seguito agli intensi e prolungati studi, accumulò tale conoscenza della filosofia da essere apostrofato come "il secondo maestro", in riferimento ad Aristotele, detto "il primo maestro".
Effettivamente fu un importante filosofo, psicologo, sociologo, politologo e musicista.
Viene ricordato anche per il suo tentativo di elaborare una sintesi fra il pensiero platonico e quello aristotelico.

## Vita
Il padre, di origine persiana, era militare alla corte turca. Sulle sue origini, però, esiste anche una ipotesi discordante; infatti lo storico medievale Ibn Khallikān (morto nel 1282) gli attribuisce una nascita nei pressi di Farab (attualmente Otrar), in Kazakistan da genitori turchi.
I suoi primi studi scolastici li seguì a Farab e a Bukhara, nel 901 si
trasferì a Baghdad, per completarli; qui studiò grammatica, logica, filosofia, musica, matematica e scienze.  Era il pupillo di Abu Bishr Matta ibn Yunus. Studiò anche sotto il chierico nestoriano Yuhanna ibn Haylan ad Harran. Fu affiliato alla scuola di filosofia alessandrina che aveva sede ad Harran, Antiochia e Merv prima di stabilirsi definitivamente a Baghdad dove dimorò per quaranta anni.
Fu ad Aleppo nell'anno 943 e fece parte del circolo letterario della corte di Sayf al-Dawla Hamdani. Fu probabilmente la disperazione nel riformare la società in cui viveva a farlo inclinare verso il sufismo. I suoi viaggi lo portarono in Egitto e a Damasco nel 950 dove egli morì.
Commentandole rispetto al proprio pensiero e a quello di Platone, scrisse parafrasi di varie opere di Aristotele, quali: Analytica Posteriora, Analytica Priora, Topica e di Porfirio (Isagoge); e commenti ad Analytica Posteriora, Analytica Priora, Categorae, Isagoge, Rhetorica e il De Interpretatione, l'unico testo giunto fino a noi.

## Pensiero

### Logica
Al-Farabi è stato uno dei primi musulmani ad occuparsi di logica ed a sviluppare una logica non aristotelica. Approfondì le tematiche sui numeri, sulle relazioni e le categorie logiche, sulla relazione fra logica e grammatica, e su una forma di inferenza non aristotelica.

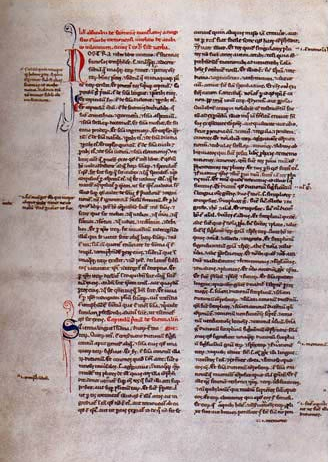
Foglio della traduzione di Gherardo da Cremona del Kitab ihsa' al-'ulum di al-Farabi

### Religione
Nell'opera La città virtuosa discusse delle tematiche religiose e approfondì la questione di Dio. Affermò, prendendo spunto da Plotino, che l'essere primo (Dio), è sicuramente la causa di tutti gli altri esseri, oltre ad essere il migliore è unico e indivisibile, non ha inizio ed è permanente ed autosufficiente. Affinché un altro essere derivi da lui basta la sua essenza, non occorre nessun meccanismo o strumento naturale estraneo a lui.

### Metafisica e cosmologia
Al-Farabi ideò un modello filosofico-astronomico atto a spiegare il senso degli esseri, basato su tre pilastri: metafisica aristotelica della causalità, astronomia tolemaica, teorie plotiniane di emanazione cosmologica. L'Universo viene descritto come una serie di livelli concentrici circolari, racchiudenti il "primo cielo" al livello più esterno e il mondo materiale al centro.
Ognuno di questi livelli rappresenta il dominio di una seconda intelligenza, vista come un fattore intermedio fra Dio e il mondo materiale.
Tutti gli esseri sono vincolati fra loro, in base ad un rapporto gerarchico di emanazioni e di inclusioni sequenziali, che comprende nell'elenco anche i pianeti. Secondo l'autore esisterebbero dieci Intelligenze, la prima è quella del primo cielo, l'ultima è la Luna.
Le Intelligenze sono esseri univoci e separati, l'essere si classifica in contingente e necessario.

### Psicologia
Gli esseri umani, secondo le teorie di al-Farabi, godono del privilegio di trovarsi in un livello intermedio fra il mondo materiale e quello alto, e oltre a ciò, grazie alla capacità razionale, sono in grado di connettersi alle alte sfere.
Nella sua opera Idee degli abitanti della città virtuosa, Al-Farabi classificò l'intelletto in quattro categorie: intelletto in potenza; intelletto in atto; intelletto acquisito; intelletto agente.
Questo significa che, per commutare dallo stato di potenza a quello dell'atto, l'intelletto potenziale necessita di un agente esterno, formato da un'essenza che possiede un elemento di intelligenza distinto dalla materia. L'intelletto agente è paragonato alla luce che il sole concede alla vista.

L'intelletto acquisito venne identificato con quello dei filosofi greci ed è stato descritto come un intelletto attivo.
Al-Farabi si soffermò sulle caratteristiche interiori, che distinguerà in quattro gruppi: il primo è quello delle brame, dei desideri o delle avversioni per un oggetto, il secondo è quello dei sensi e delle percezioni, il terzo è quello dell'immaginazione e delle capacità manipolatorie mentali, il quarto è la ragione con le facoltà intellettuali.

### Politica
In tutte le sue opere, alla politica spettò un ruolo importante. Sintetizzando il suo pensiero, si può formulare la suddivisione di cinque tipi di città possibili:
la città corrotta, la città cangiante, la città immorale, la città insipiente alle quali fa da controaltare la città virtuosa.
I cittadini della città insipiente perseguono beni materiali, quali la ricchezza, la lussuria, le passioni e la salute del corpo; la mancanza di questi beni procura infelicità. La città insipiente a sua volta si suddivide in zone, definite:
- città del fabbisogno, in cui la vita è in funzione del corpo;
- città dello scambio, in cui l'obiettivo è la ricchezza, frutto della collaborazione;
- città della viltà, in cui vi è la ricerca, gioiosa, di placare i sensi;
- città degli onori, il cui fine è raggiungere la stima e il riconoscimento;
- città della potenza, in cui i cittadini cercano di sottomettere gli altri;
- città della lussuria, in cui ognuno è libero di fare ciò che vuole.

Nella città immorale gli abitanti posseggono tutti gli elementi intellettivi per conoscere le idee virtuose, però non li attuano.

La città cangiante è degradata da uno stato virtuoso a uno anomalo.

La città corrotta vive immersa in un'atmosfera falsa, ingannevole, speranzosa della felicità ultraterrena.
Nella città virtuosa gli abitanti devono essere soprattutto saggi, sapienti e consapevoli, moderati ed equilibrati. Il modello ideale proposto da al-Farabi è lontano da quello democratico, ma piuttosto, affine a quello dello Stato di grandi spiriti proposto da Platone.

### Altre attività
Al-Farabi fu un precursore in molti campi: scrisse libri nell'ambito della sociologia musulmana; ma non disdegnò occuparsi anche di arte, visto che scrisse un libro intitolato Il libro della musica, suonò e inventò un buon numero di strumenti musicali e il suo sistema tonale è tuttora utilizzato nella musica araba.
Gli è stato attribuito il merito di aver indagato nel campo della fisica, sviluppando le teorie termodinamiche del vuoto.
Gli è stato dedicato un asteroide, 7057 Al-Fārābī.